# Бичелдей, Ульяна Павловна
Бичелдей (Опей-оол) Ульяна Павловна (22 сентября 1954, с. Ээрбек, Пий-Хемский район, Тувинская Автономная область) — российский и тувинский учёный, доктор теологии, заслуженный работник Республики Тыва.

## Биография
Ульяна Павловна Бичелдей родилась 22 сентября 1954 года в селе Ээрбек Пий-Хемского района Тувинской Автономной области.
1972 году окончила среднюю школу № 2 г. Кызыла, а в 1979 году окончила филологический факультет Кызылского государственного педагогического института.

## Научная деятельность
С 1979 по 1995 год работала в Тувинском научно-исследовательском институте языка, литературы и истории (ныне — ТИГПИ) в должности научного сотрудника сектора языка, письменности и словарей. Участвовала в составлении фундаментального труда — Толкового словаря тувинского языка.
В 2012 году защитила диссертацию на соискание ученой степени доктора (Ph.D) религиоведения по теме «Тэнгрианство и махаяна: история и взаимодействие» на кафедре религиоведения Монгольского государственного университета.
С 2015 года по настоящее время работает в Тувинском институте гуманитарных и прикладных социально-экономических исследований.

## Общественная и государственная деятельность
Весьма внушителен послужной список, характеризующий Ульяну Павловну как активного общественного деятеля:
— С 1995 по 1998 год работала помощником депутата Государственной Думы I созыва.
— С 1996 по 1998 год — помощником члена Совета Федерации Федерального Собрания Российской Федерации.
— С 1999 по 2003 год — помощником депутата Государственной Думы III созыва, избранного от Республики Тыва.
— С 2006 по 2010 год — депутат Палаты представителей Великого Хурала, член Комитета по социальной политике.
— Многие годы работала народным заседателем в народном суде г. Кызыла, затем была представлена от Тувы народным заседателем в Верховный суд России.
Ульяна Бичелдей — член партии «Единая Россия».
В 1999 году окончила Российскую Академию государственной службы при Президенте Российской Федерации по специальности «Государственное управление», по специализации «государственно-церковные отношения».
2004 по 2010 год работала в должности хранителя отдела фондов, ученого секретаря, заместителя директора по науке Национального музея им. Алдан-Маадыр Республики Тыва.
С 2011 по 2015 годы У. П. Бичелдей руководила Службой по охране объектов культурного наследия (памятников истории и культуры) РТ.

## Семья
Ульяна Павловна супруга тувинского общественного и государственного деятеля Каадыр-оола Алексеевича Бичелдея.

## Награды и звания
- Почетная грамота министерства культуры Республики Тыва
- Почетная грамота Законодательной палаты Великого Хурала Республики Тыва
- Почетная грамота Палаты представителей Великого Хурала Республики Тыва
- Медаль Республики Тыва «За доблестный труд» (2024)[1].
- Юбилейная медаль Республики Тыва в ознаменование 100-летия единения России и Тувы и столетия основания г. Кызыла
- Заслуженный работник Республики Тыва.

## Источник
Бичелдей (Опей-оол) Ульяна Павловна // Библиографический указатель. Национальный музей им. Алдан-Маадыр Республики Тыва — 90 лет: история и современность (1929—2018 гг.) Кызыл, 2019. С. 123.